# Tia Jones
Pour les articles homonymes, voir Jones.
Tia Jones (née le 8 septembre 2000) est une athlète américaine, spécialiste du 100 mètres haies. Avec la Bahaméenne Devynne Charlton, elle est l’ancienne détentrice de l’ancien record du monde du 60 m haies, avec un temps de 7 s 67 établi le 16 février 2024. 

## Biographie
Le 25 juin 2016, à Clovis lors des championnats des États-Unis juniors, Tia Jones établit la marque de 12 s 84 sur 100 mètres haies (hauteur classique de 0,84 m) et réalise la meilleure performance de tous les temps d'une athlète âgée de moins de quinze ans, égalant le record du monde junior de la Cubaine Aliuska López. Elle remporte la médaille d'or du relais 4 × 100 m et la médaille de bronze du 100 m haies lors des championnats du monde juniors de 2016. 

### Record du monde du 60 m haies (2024)
Le 16 février 2024, à l'occasion des championnats des Etats-Unis en salle à Albuquerque, Tia Jones égale en 7 s 67 le record du monde du 60 m haies établi cinq jours plus tôt par la Bahaméenne Devynne Charlton. Cette performance est réalisée en altitude (1 619 m), ce qui n'empêche pas un record du monde d'être ratifié. Deux semaines plus tard, alors qu'elle ne participe pas aux championnats du monde en salle à la suite d'une blessure,  Devynne Charlton sa co-dédentrice du record, améliore le temps de deux centièmes, sortant Jones des tablettes.

## Palmarès
| Date | Compétition                        | Lieu      | Résultat | Épreuve     | Temps   |
| ---- | ---------------------------------- | --------- | -------- | ----------- | ------- |
| 2016 | Championnats du monde juniors      | Bydgoszcz | 3e       | 100 m haies | 12 s 89 |
| 2016 | Championnats du monde juniors      | Bydgoszcz | 1re      | 4 × 100 m   | 43 s 69 |
| 2017 | Championnats panaméricains juniors | Trujillo  | 1re      | 100 m haies | 13 s 01 |
| 2018 | Championnats du monde juniors      | Tampere   | 1re      | 100 m haies | 13 s 01 |

### Records
| Épreuve          | Performance | Lieu        | Date             |
| ---------------- | ----------- | ----------- | ---------------- |
| 60 m haies       | 7 s 67 (WR) | Albuquerque | 16 février 2024  |
| 100 mètres haies | 12 s 38     | Bruxelles   | 2 septembre 2022 |